# Jardin Émile-Gallé
Jardin Émile-Gallé (česky Zahrada Émila Gallého) je veřejný park, který se nachází v Paříži v 11. obvodu. Park byl vybudován v roce 1986 a jeho rozloha činí 0,584 ha.

## Historie
Zahrada byla vytvořena v roce 1986 na místě bývalé vozovny. V roce 1993 byla rozšířena severním směrem o 1000 m2 směrem k ulici Rue Neuve-des-Boulets na sever kvůli výstavbě dětského hřiště. Zahrada je pojmenována po francouzském umělci Émilu Gallém (1846-1904), sklářském mistrovi, výtvarníkovi, řezbáři, hrnčíři a zakladateli umělecké školy v Nancy.

## Vybavení parku
Zahradou procházejí dvě hlavní cesty, které se protínají v pravém úhlu a v jejich průsečíku se nachází fontána. Některé chodníky jsou zakryté pergolami s popínavými rostlinami. V parku se nacházejí monumentální sluneční hodiny z roku 1986. Jejich autorem je výtvarník Daniel Bry. Gnómon tvoří několik metrů dlouhý nakloněný kovový válec spočívající uprostřed půlkruhového amfiteátru s průměrem 18 metrů. Po jeho obvodu je několik stupňů k sezení doplněných abstraktními plastikami z burgundského kamene, které symbolizují hodiny.